# Bondis k-Kalkül
Bondis k-Kalkül ist eine vor allem im angelsächsischen Raum verbreitete Herangehensweise an die Spezielle Relativitätstheorie. Sie wurde in den 1960er Jahren von Hermann Bondi bekannt gemacht und findet sich auch in vielen (vorwiegend englischsprachigen) Büchern über Relativitätstheorie.
Viele Einführungen in die Relativitätstheorie beginnen mit dem Konzept der Geschwindigkeit und der Herleitung der Lorentz-Transformation. Andere Konzepte wie die sogenannte Zeitdilatation, die sogenannte Längenkontraktion, die Relativität der Gleichzeitigkeit und die Auflösung des sogenannten Zwillingsparadoxons sowie auch der relativistische Doppler-Effekt werden dann von dieser hergeleitet, alle als Funktionen der Geschwindigkeit.
Diese Reihenfolge kehrt Bondi in seinem Buch Relativity and Common Sense (1964) um. Er beginnt mit etwas, das er 'fundamentales Verhältnis' nennt und mit k bezeichnet (und das sich als longitudinaler Doppler-Faktor herausstellt).
Auf dieser Basis erklärt er das Zwillingsparadoxon und die Relativität der Gleichzeitigkeit, die sogenannte Zeitdilatation und Längenkontraktion, alles ausgedrückt durch k. Erst später stellt er eine Verbindung zwischen k und der Geschwindigkeit her. Die Lorentz-Transformation taucht erst gegen Ende des Buches auf.

Auch J. L. Martin verwendet den k-Kalkül in seinem Buch General Relativity.

## Vorgeschichte
Bereits 1935 wurde der Kalkül von Edward Arthur Milne verwendet, der einen konstanten Doppler-Faktor mit s bezeichnete. Er behandelte aber den allgemeineren Fall einer nicht-inertialen Bewegung (und somit auch einen variablen Doppler-Faktor). Bondi verwendete stattdessen den Buchstaben k und vereinfachte Milnes Betrachtung, indem er sich auf konstante Dopplerfaktoren beschränkte. Er führte auch die Bezeichnung „k-Kalkül“ ein.

## Bondisk-Faktor und der inversek-Faktor

Raumzeit-Diagramm zur Motivation des k-Faktors einschließlich des reziproken

Modellhaft stehen hier zwei inertiale Beobachter Anja und Björn (im Englischen meist Alice und Bob). Beide bewegen sich mit konstanter Relativgeschwindigkeit voneinander weg. Anja sendet Björn in gleichen Zeitabständen T (nach eigener Uhr) Lichtsignale, die Björn natürlich verzögert erreichen.

Da sie sich voneinander entfernen, nimmt die Verzögerung zu, und somit ist auch die 'Periodendauer' T, in der Björn die Signale empfängt, um einen konstanten Faktor gestreckt, der ausschließlich von der Relativgeschwindigkeit beider Beobachter abhängt und mit
{\displaystyle k_{AB}>1}
bezeichnet wird. Um diesen Faktor ist auch die Frequenz verringert ("Rotverschiebung"), denn es kommen ja nicht Schwingungen hinzu, während das Signal unterwegs ist. Daher ist der Faktor k auch als Doppler-Faktor zu interpretieren.

In Björns Bewegungsrichtung befinde sich ein dritter inertialer Beobachter, David (engl.: Dave). Sein Abstand zu Anja und damit die Verzögerung zwischen Sendung durch Anja und Empfang durch David sei konstant, sodass
{\displaystyle k_{AD}=1}
ist. Björn verstärke die von Anja empfangenen Signale und sende sie unverzüglich weiter. Da
{\displaystyle k_{AB}\cdot k_{BD}=k_{AD}=1\Leftrightarrow k_{BD}={\frac {1}{k_{AB}}}.}
Das gilt generell:
1. Der k-Faktor hängt ausschließlich von der relativen Geschwindigkeit ab.
2. Er ist größer als 1, wenn sich der Abstand vergrößert, und kleiner, wenn sich der Abstand verringert.
3. Die k-Faktoren für gleich schnelle Entfernung und Annäherung sind Kehrwerte voneinander.

## Uhrenvergleich

Raumzeitdiagramm für das Uhrenparadoxon

Eine vierte inertiale Beobachterin Carla (engl.: Carol) bewege sich nun genauso schnell von David zu Anja wie Björn in die umgekehrte Richtung, und zwar so, dass sie David im selben Augenblick wie Björn passiert. Die von Anja, Björn und Carla gemessenen Zeiten werden als {\displaystyle t_{A},t_{B},t_{C}} bezeichnet.
Bei ihrem Zusammentreffen synchronisieren Anja und Björn ihre Uhren auf
{\displaystyle t_{A}=t_{B}=0.}
Zum Zeitpunkt {\displaystyle t_{A}=T} sendet Anja Björn ein Lichtsignal hinterher, das Björn nach der Definition des k-Faktors zum Zeitpunkt
{\displaystyle t_{B}=k_{AB}T=:kT}
nach eigener Uhr empfängt, wenn er David erreicht und mit Carla zusammentrifft. Carla synchronisiert ihre Uhr mit Björns auf
{\displaystyle t_{C}=t_{B}=kT.}
Bei ihrem Zusammentreffen senden Björn und Carla gleichzeitig Lichtsignale zu Anja. Björns Signal erreicht Anja zum Zeitpunkt
{\displaystyle t_{A}=k^{2}T.}
da der k-Faktor von Anja zu Björn und der von Björn zu Anja identisch sein müssen, wie es Galileis Relativitätsprinzip verlangt. Aus Symmetriegründen muss für Carlas Signal dasselbe gelten und ihr Weg von David zu Anja nach eigener Uhr ebenfalls {\displaystyle kT} in Anspruch nehmen. Bei ihrer Ankunft muss ihre Uhr die Zeit
{\displaystyle t_{C}=2kT}
anzeigen. Der k-Faktor für diesen Teil der Reise muss der reziproke Faktor {\displaystyle 1/k} sein. Daher entspricht für von Carla zu Anja gesandte Signale ein Sendeintervall {\displaystyle kT} einem Empfangsintervall {\displaystyle T}. Für die Uhr von Anja beim Eintreffen von Carla die Zeit
{\displaystyle t_{A}=(k^{2}+1)T>t_{C}=2kT}
anzeigt. Die Beziehung {\displaystyle t_{\rm {A}}>t_{\rm {C}}} ergibt sich aus
{\displaystyle t_{A}-t_{C}=(k^{2}-2k+1)T=(k-1)^{2}T>0,}
für {\displaystyle k\neq 1} und {\displaystyle T>0}, wie es ja vorausgesetzt war.
Nach Newton hätte man tA = tC zu erwarten gewesen.

## Radarmessungen und Geschwindigkeit

Raumzeitdiagramm für Radarmessung

Im k-Kalkül werden Entfernungen mit Radar gemessen. Radiowellen breiten sich wie sichtbares Licht mit c aus. Ein Beobachter sendet zum Zeitpunkt T1 einen Radarimpuls zu einem Ziel und empfängt ein Echo zum Zeitpunkt T2, jeweils mit der eigenen Uhr gemessen. Die Entfernung zum Ziel – zum noch zu bestimmenden Zeitpunkt tA – ist also
{\displaystyle x_{A}={\tfrac {1}{2}}c(T_{2}-T_{1}).}
Mit der Voraussetzung, dass Hin- und Rückweg gleich lang sind und die gleiche Zeit beanspruchen, ist
{\displaystyle t_{A}={\tfrac {1}{2}}(T_{2}+T_{1}).}
In diesem speziellen Fall ist Anja der Beobachter und Björn (der gerade David passiert) das Ziel. Der k-Kalkül liefert
{\displaystyle T_{2}=k^{2}T_{1},}
und so ist
{\displaystyle x_{A}={\tfrac {1}{2}}c(k^{2}-1)T_{1}}
{\displaystyle t_{A}={\tfrac {1}{2}}(k^{2}+1)T_{1}.}
Da Björn Anja bei {\displaystyle t_{A}=0,x_{A}=0} passiert hat, ist Björns Geschwindigkeit relativ zu Anja durch
{\displaystyle v={\frac {x_{A}}{t_{A}}}={\frac {{\tfrac {1}{2}}c(k^{2}-1)T_{1}}{{\tfrac {1}{2}}(k^{2}+1)T_{1}}}=c{\frac {k^{2}-1}{k^{2}+1}}=c{\frac {k-k^{-1}}{k+k^{-1}}}}
gegeben. Diese Gleichung drückt die Geschwindigkeit als Funktion von Bondis k-Faktors aus. Sie lässt sich auch nach k auflösen, um k als Funktion von v auszudrücken:
{\displaystyle k={\sqrt {\frac {c+v}{c-v}}}={\sqrt {\frac {1+v/c}{1-v/c}}}.}

## Additionstheorem für Geschwindigkeiten

Raumzeitdiagramm zur Kombination von k-Faktoren

Ein fünfter inertialer Beobachter Erwin (engl.: Ed) bewege sich in dieselbe Richtung wie Björn, allerdings mit einer anderen Geschwindigkeit vAE. Um Björns Geschwindigkeit relativ zu Anja davon zu unterscheiden, wird sie daher hier mit vAB bezeichnet.
Anja sendet in Zeitabschnitten von T (nach eigener Uhr) Lichtsignale, die Björn nach seiner Uhr in Zeitabschnitten kABT und Erwin nach seiner Uhr in Zeitabschnitten kAET empfängt.
Dabei sende Björn immer in dem Moment, in dem er Anjas Signale empfängt, eigene in dieselbe Richtung, nach eigener Uhr also ebenfalls in Zeitabständen von kABT.
Björns Signale erreichen Erwin nach dessen Uhr in Zeitabständen von kBE (kABT).
Da Anjas und Björns Signale Björn gleichzeitig und mit derselben Geschwindigkeit verlassen, muss
{\displaystyle k_{BE}(k_{AB}T)=k_{AE}T}
sein. Somit müssen k-Faktoren einfach multipliziert werden.
Schließlich ergibt die Substitution
{\displaystyle k_{AB}={\sqrt {\frac {1+v_{AB}/c}{1-v_{AB}/c}}},\,k_{BE}={\sqrt {\frac {1+v_{BE}/c}{1-v_{BE}/c}}},\,v_{AE}=c{\frac {k_{AE}^{2}-1}{k_{AE}^{2}+1}}}
das Relativistische Additionstheorem für Geschwindigkeiten
{\displaystyle v_{AE}={\frac {v_{AB}+v_{BE}}{1+v_{AB}v_{BE}/c^{2}}}.}

## Der absolute Abstand

Raumzeitdiagramm für die Herleitung des absoluten Abstands und der Lorentz - Transformation

Mit der oben beschriebenen Radarmethode weist Anja einem Ereignis die Koordinaten (tA, xA) zu, indem sie zum Zeitpunkt
{\displaystyle t_{A}-x_{A}/c}
einen Radarimpuls aussendet und das Echo zum Zeitpunkt
{\displaystyle t_{A}+x_{A}/c}
empfängt, jeweils natürlich nach ihrer Uhr. 
Ganz analog weist Björn demselben Ereignis die Koordinaten (tB, xB) zu, indem er zum Zeitpunkt
{\displaystyle t_{B}-x_{B}/c}
einen Radarimpuls aussendet und das Echo zum Zeitpunkt
{\displaystyle t_{B}+x_{B}/c}
empfängt, jeweils nach seiner Uhr. Statt ein eigenes Signal zu senden, kann er auch Anjas Signal benutzen.
Die Anwendung des k-Kalküls auf das Signal von Anja zu Björn ergibt
{\displaystyle k={\frac {t_{B}-x_{B}/c}{t_{A}-x_{A}/c}},}
seine Anwendung auf das in umgekehrte Richtung propagierende Signal ergibt
{\displaystyle k={\frac {t_{A}+x_{A}/c}{t_{B}+x_{B}/c}}.}
Gleichsetzung und Umformung liefert
{\displaystyle c^{2}t_{A}^{2}-x_{A}^{2}=c^{2}t_{B}^{2}-x_{B}^{2}.}
Dies zeigt, dass die Größe
{\displaystyle c^{2}t^{2}-x^{2}}
eine Invariante ist: Sie hat in allen Inertialsystemen denselben Wert.

## Die Lorentz-Transformation
Die beiden Gleichungen für k im vorigen Abschnitt lassen sich auch addieren und subtrahieren, um Ausdrücke für die Umrechnung von (tA, xA) zu (tB, xB) zu finden:
{\displaystyle ct_{B}={\tfrac {1}{2}}(k+k^{-1})ct_{A}-{\tfrac {1}{2}}(k-k^{-1})x_{A}}
{\displaystyle x_{B}={\tfrac {1}{2}}(k+k^{-1})x_{A}-{\tfrac {1}{2}}(k-k^{-1})ct_{A}}
Dies ist die Lorentz-Transformation, ausgedrückt durch den Bondi'schen k-Faktor an Stelle der Geschwindigkeit. Durch die Substitution
{\displaystyle k={\frac {1+v/c}{1-v/c}}}
lässt sich die "traditionellere" Form
{\displaystyle t_{B}={\frac {t_{A}-vx_{A}/c^{2}}{\sqrt {1-v^{2}/c^{2}}}};\,x_{B}={\frac {x_{A}-vt_{A}}{\sqrt {1-v^{2}/c^{2}}}}.}
erhalten.

## Rapidität
Bei der Kombination von (kollinearen) Geschwindigkeiten werden k-Faktoren multipliziert. Mit der Rapidität
{\displaystyle \varsigma =\ln(k),\,k=e^{\varsigma }}
gibt es eine additive Größe, denn
{\displaystyle k_{AE}=k_{AB}\cdot k_{BE}}
{\displaystyle \Leftrightarrow \varsigma _{AE}=\varsigma _{AB}+\varsigma _{BE}.}
Die k-Faktor-Version der Lorentz-Transformation wird so zu
{\displaystyle ct_{B}=ct_{A}\cosh \varsigma -x_{A}\sinh \varsigma }
{\displaystyle x_{B}=x_{A}\cosh \varsigma -ct_{A}\sinh \varsigma ,}
was mathematisch einer Drehung um einen Winkel entspricht. 
Die Geschwindigkeit erweist sich bis auf einen Faktor c als Tangens hyperbolicus der Rapidität:
{\displaystyle v=c{\frac {k-k^{-1}}{k+k^{-1}}}=c\tanh \varsigma }